# Joan Smalls
Joan Smalls Rodríguez (Hatillo, Puerto Rico, 11 de julio de 1988) es una supermodelo puertorriqueña.Durante 2010, se unió a la prestigiosa agencia de modelaje IMG Models. En 2011, se convirtió en la primera modelo latinoamericana en representar la compañía de cosméticos Estée Lauder. Además, fue la primera mujer de color en aparecer en anuncios para Chanel.En 2013, entró en la lista de Forbes de los modelos mejor pagados, ocupando la octava posición con más $3 millones en ganancias.Smalls apareció en el artículo «Return of the Supermodel: It's Joan Smalls» de la revista Elle en enero de 2014.

## Juventud y educación
Joan Smalls Rodríguez nació en Hatillo, Puerto Rico. Su padre, Eric Smalls, es un contable de las Islas Vírgenes de ascendencia africana e irlandesa. Su madre, Betzaida Rodríguez, es una trabajadora social puertorriqueña. Joan es la menor de tres hermanas. Pasó su niñez y juventud en una granja que producía frutas y ganado. Aprendió acerca del modelaje viendo programas de moda en la televisión. A la edad de trece años ya había entrado a competencias de modelaje locales, en las cuales nunca ganó. Ya más adulta, decidió ir a Nueva York en donde varias agencias de modelaje estarían haciendo audiciones. Smalls se encontró con un agente de modelaje, el cual había conocido en una competencia, quien le recomendó que si quería ser modelo debía arreglarse los dientes. Volvió a Puerto Rico para arreglar su dentadura y continuar sus estudios. Se graduó magna cum laude de la Universidad Interamericana de Puerto Rico con un bachillerato en Psicología. Luego de graduarse se trasladó permanentemente a Nueva York para convertirse en modelo.

«Mi familia siempre me dio apoyo. Tenía agencias con las que hacía trabajos, pero no había firmado con ellos, o nunca me dieron apoyo adicional. Siempre fue mi iniciativa la de venir a Nueva York. No fue una agencia que me dijo, ok te vamos a llevar allá». —Joan Smalls hablando de sus comienzos como modelo

En el 2007, fue contratada por la agencia de modelaje Elite Model Management. En el 2009, dejó Elite Model Management para unirse a IMG Models, en donde cambió su enfoque a trabajo en pasarela. En el 2010, firmó con Givenchy, exclusivamente para el espectáculo de alta costura de Riccardo Tisci.

## Carrera

### Modelaje

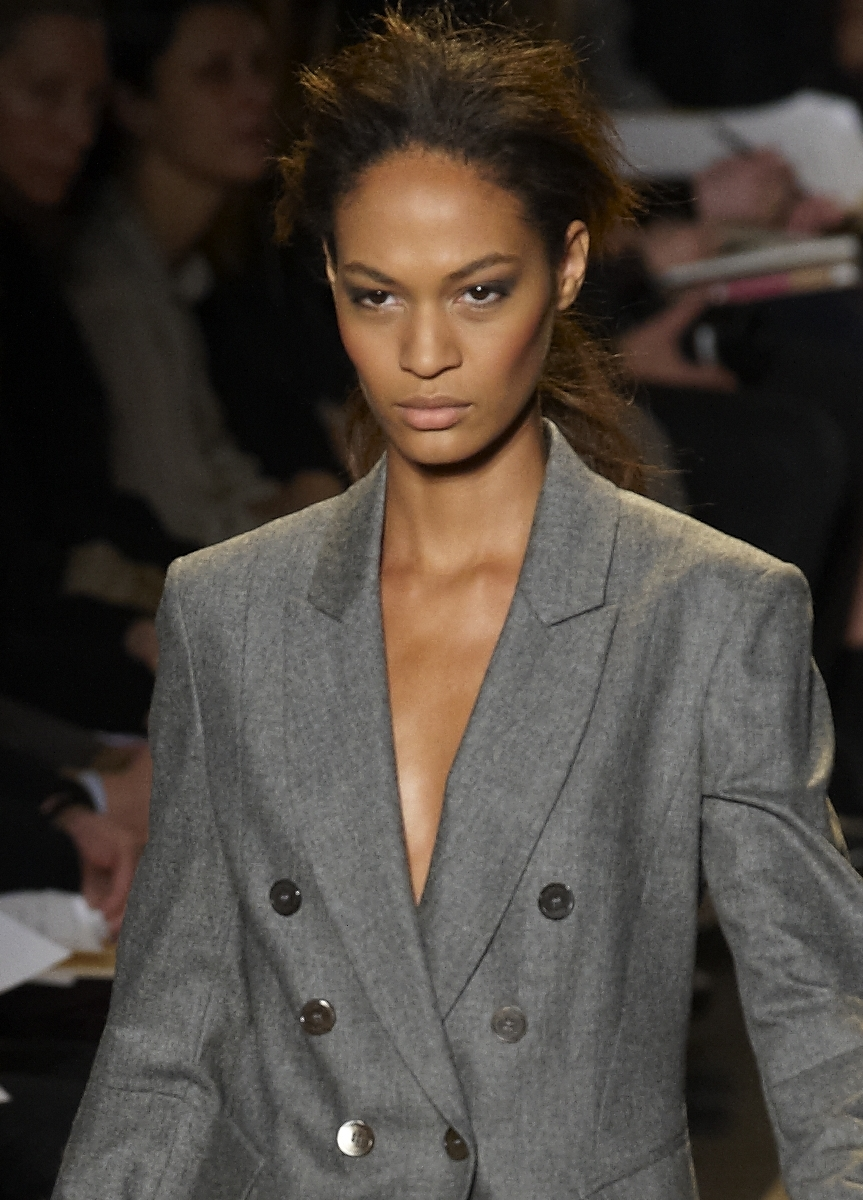
Joan Smalls en el New York Fashion Week.

Desde su trabajo con Givenchy, Smalls ha modelado colecciones de alta costura y Prêt-à-porter para diseñadores y casas de moda tales como Chanel, Prada, Gucci, Marc Jacobs, Tom Ford, Burberry, Lavin, Missoni, Alexander Wang, Versace, Balenciaga, Louis Vuitton, Jean Paul Gaultier, Fendi, Dior, Óscar de la Renta, Balmain y Diane von Fürstenberg. Ha aparecido en eventos para la semana de la moda en Nueva York, Londres, Milán y París. En el 2010, comenzó a modelar para Victoria's Secret y apareció en el Victoria's Secret Fashion Show en 2011, 2012, 2013, 2014, 2015 y 2016.
Smalls ha aparecido en varias editoriales para severas ediciones internacionales de Vogue, Harper's Bazaar, i-D, GQ, Dazed & Confused, Elle, Industrie, WSJ., Interview, V americana y española, Glamour y W. Sus apariciones internacionales incluyen la versión italiana, australiana, japonés, turca, brasileña, coreana, rusa, española y alemana de la revista Vogue. Además ha aparecido en la edición británica, francesa, holandesa, sudafricana, turca e italiana de Elle. Estuvo en la portada de la revista GQ en países como Sudáfrica, Reino Unido y México. Para Harper's Bazaar protagonizó la edición británica, brasileña, búlgara y tailandesa. Smalls apareció en la portada de las revistas Pop, Glam Belleza Latina, Grazia y Stylist. En septiembre de 2013, Joan Smalls y la modelo Karlie Kloss aparecieron en la portada de Vanity Fair, que las apodó como las nuevas supermodelos. Apareció en el Calendario Pirelli en 2012 y 2014. Además cubrió la portada de la revista Vogue estadounidense en septiembre de 2014.

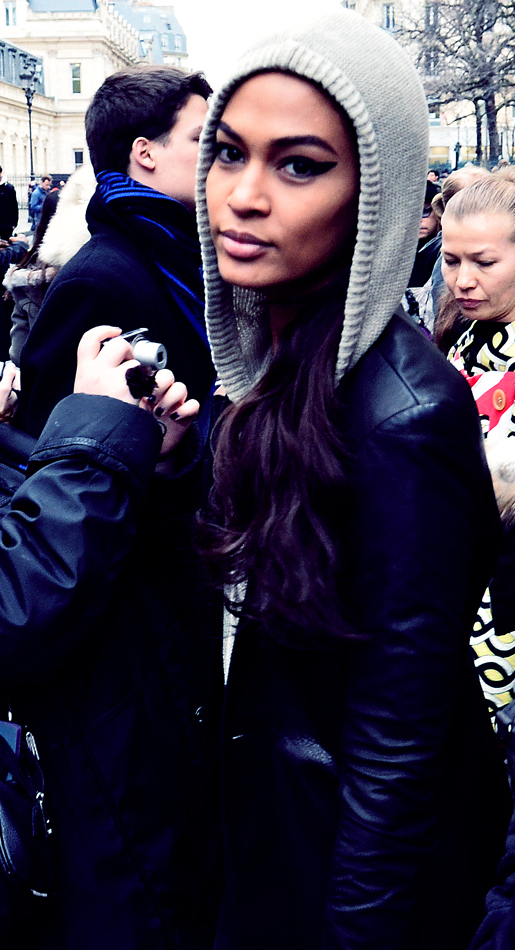
Joan Smalls en el Paris Haute Couture.

La modelo ha sido fotografiada por Steven Meisel, Mert y Marcus, Steven Klein, Mario Sorrenti, Mario Testino, Peter Lindbergh, Patrick Demarchelier, Nick Knight, Karl Lagerfeld, Annie Leibovitz, Craig McDean, Hans Feurer, Terry Richardson, David Sims, Inez & Vinoodh, Norman Jean Roy, Camilla Akrans, Alasdair McLellan, Ellen Von Unwerth, Emma Summerton, Josh Olins, Mikael Jansson, Daniel Jackson, Tom Munro, Willy Vanderperre, Michael Thompson, Luigi Murenu, Daniele + Iango, Sean & Seng, Sebastian Faena, Sølve Sundsbø, Giampaolo Sgura, Cass Bird, Roe Ethridge, Richard Bush, Cedric Buchet, Henrique Gendre, Victor Demarchelier, Boo George, Matt Jones, Vivian Sassen y Cuneyt Akeroglu.

Joan Smalls ha sido la primera puertorriqueña en ser escogida por distintas marcas para protagonizar los anuncios de sus campañas. Algunas de estas incluyen a Gucci, Versace, Fendi, Chanel, Calvin Klein Jeans, Givenchy, Roberto Cavalli, Lacoste, Gap, Ralph Lauren, Balmain, Neiman Marcus, Woolworth S.A, Ogilvy, Next, H&M, Moschino, ICB, Giambattista Valli, David Yurman, Estée Lauder, Mercedes-Benz, Barneys New York, Ports 1961, Rag & Bone, Prabal Gurung, Hugo Boss, Dsquared², Karl Lagerfeld, Tiffany & Co., Marc Jacobs, Bottega Veneta, Stella McCartney, Versace, Miu Miu y Missoni.

### Cosméticos
En el 2011, Estée Lauder contrató a Joan Smalls como una de sus embajadoras de belleza. Se convirtió en la primera latina en formar parte de la campaña mundial para la marca. Richard Ferretti, el director creativo de la compañía, comentó: «La palabra supermodelo esta sobreusada, pero si hay alguna mujer en nuestra generación que merece ese título, es Joan. Puede parecer desde la chica de la casa de al lado hasta la súper chica resistente y fuerte, lo tiene todo».

### Televisión y media
En el 2006 apareció en el video musical «It's Alright» del cantante Ricky Martin. Fue la coanimadora, junto a Karlie Kloss, en la serie de televisión de MTV, House of Style. En el 2011 apareció junto al cantante Bruno Mars en la edición de junio de la revista Vogue. Durante el 2013 coprotagonizó el video musical y película corta, «Phoenix» de ASAP Rocky, con el actor Michael K. Williams. Además apareció en el video «Yonce» de la cantante Beyoncé.

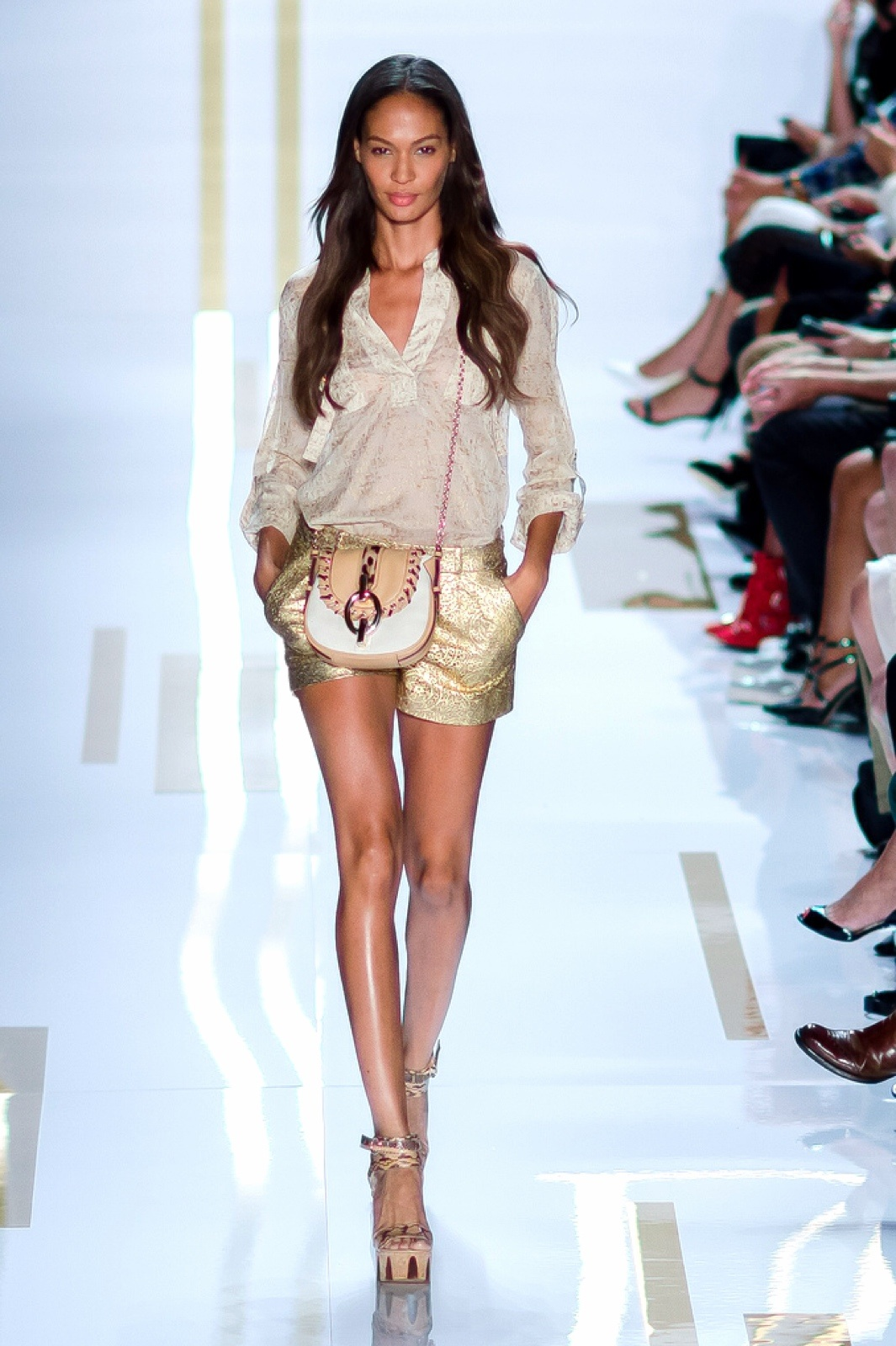
Joan Smalls en 2013 en pasarela, con ropa de la diseñadora Diane von Fürstenberg.

## Premios y reconocimientos
En septiembre de 2012, Smalls fue nombrada como modelo del año en los 9th Style Awards. El premio fue presentado por la modelo Iman. Ese mismo año fue clasificada como la modelo número uno en la lista Top 50 models por Models.com. Permaneció en esa posición hasta agosto del 2014, cuando el website la nombró como una de las nuevas supermodelos. En el 2013, la revista Forbes la clasificó como la octava modelo mejor pagada en la industria con más de $3.5 millones. Smalls apareció en el artículo «Return of the Supermodel: It's Joan Smalls» de la revista Elle en enero de 2014.

## Filantropía
Smalls esta envuelta con la organización benéfica sin fines de lucro Project Sunshine, en donde ayudan a niños con necesidades médicas.